# 高德里山
高德里山（英語：Mount Gaudry）是南極洲的山峰，位於利奧塔爾山西北面9公里，處於巴雷山附近，海拔高度2,315米，由法國探險隊發現，以該國古生物學家命名。

## 外部連結
- "Mount Gaudry, Antarctica" （页面存档备份，存于） on Peakbagger